# Melasmothrix naso
Melasmothrix naso is een zoogdier uit de onderfamilie van de muizen en ratten van de Oude Wereld (Murinae). Het is de enige soort uit het geslacht Melasmothrix. In totaal zijn er 36 exemplaren bekend: het holotype uit Rano Rano, gevangen in 1918 op 1800 m hoogte en 35 exemplaren gevangen in 1973 en 1975 op 6400 tot 7500 voet op Gunung Nokilalaki. De soort leeft in koel en nat bergregenwoud. Het geslacht is het nauwste verwant aan Tateomys, een andere “spitsmuisrat” uit Celebes. Deze soort eet wormen en insecten, is overdag actief en leeft op de grond.

## Kenmerken
M. naso is een kleine, op een spitsmuis lijkende rat met een verlengde, “spitsmuisachtige” kop, kleine ogen en oren, brede voorvoeten en smalle achtervoeten. Het hele lichaam is bijna zwart van kleur; enkele stukken zijn ongepigmenteerd. De vacht is kort, zeer dicht en fluweelachtig. De vlezige lippen en neuzen zijn donkergrijs. Om elk oog zit een donkergrijze ring. De staart is veel korter dan de kop-romplengte. De staart is van boven zwart en van onderen grijs. De onderkant is bruin gevlekt of wordt doorsneden door een zwarte of donkergrijze lijn op het midden. Bij sommige exemplaren is de staart volledig zwart. De klauwen zijn groot en donkergrijs. Vrouwtjes hebben 1+2=6 mammae. De kop-romplengte bedraagt 111 tot 126 mm, de staartlengte 81 tot 94 mm, de achtervoetlengte 27 tot 30 mm, de oorlengte 18 tot 20 mm en het gewicht 40 tot 58 gram.
Abditomys · 
Abeomelomys · 
Aethomys · 
Anisomys · 
Anonymomys · 
Apodemus · 
Apomys · 
Archboldomys · 
Arvicanthis · 
Baiyankamys · 
Baletemys · 
Bandicota · 
Batomys · 
Berylmys · 
Brassomys · 
Bullimus · 
Bunomys · 
Canariomys · 
Carpomys · 
Chingawaemys · 
Chiromyscus · 
Chiropodomys · 
Chiruromys · 
Chrotomys · 
Coccymys · 
Colomys · 
Congomys · 
Conilurus · 
Coryphomys · 
Crateromys · 
Cremnomys · 
Crossomys · 
Crunomys · 
Dacnomys · 
Dasymys · 
Dephomys · 
Desmomys · 
Diomys · 
Diplothrix · 
Echiothrix · 
Eropeplus · 
Frateromys · 
Golunda · 
Gracilimus · 
Grammomys · 
Hadromys · 
Haeromys · 
Halmaheramys · 
Hapalomys · 
Heimyscus · 
Hybomys · 
Hydromys · 
Hylomyscus · 
Hyomys · 
Hyorhinomys · 
Kadarsanomys · 
Komodomys · 
Lamottemys · 
Leggadina · 
Lemniscomys · 
Lenomys · 
Lenothrix · 
Leopoldamys · 
Leporillus · 
Leptomys · 
Limnomys · 
Lorentzimys · 
Macruromys · 
Madromys ·
Malacomys · 
Mallomys · 
Malpaisomys · 
Mammelomys · 
Margaretamys · 
Mastacomys · 
Mastomys · 
Maxomys · 
Melasmothrix · 
Melomys · 
Mesembriomys ·
Micaelamys · 
Microhydromys · 
Micromys · 
Millardia · 
Mirzamys · 
Montemys · 
Mus · 
Musseromys · 
Mylomys · 
Myomyscus · 
Nesokia · 
Nilopegamys · 
Niviventer · 
Notomys · 
Ochromyscus · 
Oenomys ·
Otomys · 
Palawanomys · 
Papagomys · 
Parahydromys · 
Paraleptomys · 
Paramelomys · 
Parotomys · 
Paucidentomys · 
Paulamys · 
Pelomys · 
Phloeomys · 
Pithecheir · 
Pithecheirops · 
Pogonomelomys · 
Pogonomys · 
Praomys · 
Protochromys · 
Pseudohydromys · 
Pseudomys · 
Rattus · 
Rhabdomys · 
Rhynchomys · 
Saxatilomys ·
Serengetimys ·
Solomys · 
Sommeromys · 
Soricomys · 
Spelaeomys · 
Srilankamys · 
Stenocephalemys · 
Stochomys · 
Sundamys · 
Taeromys · 
Tarsomys · 
Tateomys · 
Thallomys · 
Thamnomys · 
Tokudaia · 
Tonkinomys ·
Tryphomys · 
Typomys · 
Uromys · 
Vandeleuria · 
Vernaya · 
Xenuromys · 
Xeromys · 
Zelotomys · 
Zyzomys